# Demetriapolis
Pour l'ancienne cité grecque de Magnésie, voir Démétrias.
Demetriapolis ( grec ancien : Δημητριάπολις    ) ou Demetrias (Δημητριάς) fut une ville grecque en Arachosie , qui aurait été fondée par le roi gréco-bactrien Démétrios pendant son invasion des zones au sud de l'Hindou Kouch. Au Ier siècle avant notre ère dans ses «stations parthes», Isidore de Charax mentionne la domination des Parthes sur l’Arachosie, une région au sud de l'Hindou Kouch et à côté de l'Afghanistan actuel, et peuplée de colonies grecques avant notre ère: 

« Au-delà, c’est l’Arachosie. Et les Parthes l’appellent l’Inde Blanche; il y a la ville de Biyt et la ville de Pharsana et la ville de Chorochoad et la ville de Demetrias ; puis Alexandropolis, la métropole d'Arachosie; elle est grecque et à travers elle coule le fleuve Arachotus. En ce qui concerne cet endroit, il est sous la domination des Parthes. »

— Isidore de Charax, Étapes parthes

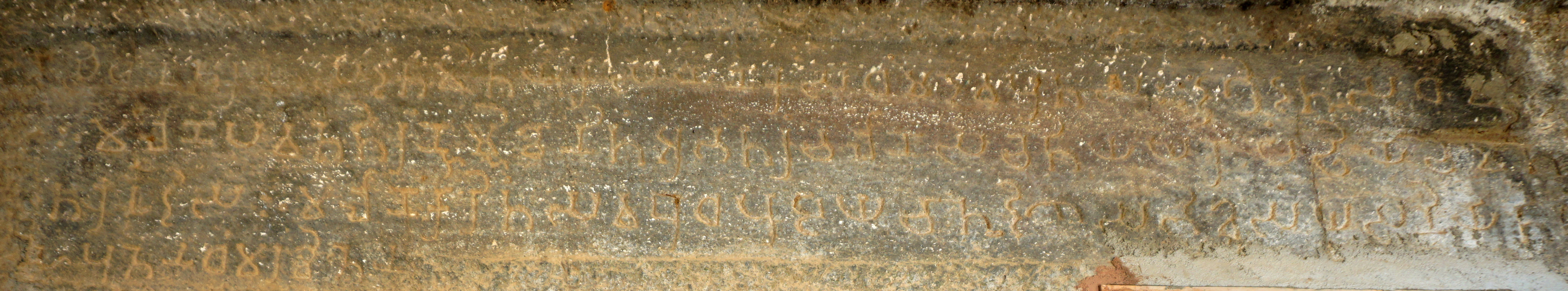
L'inscription " Yavana "sur le mur arrière de la véranda de la grotte 17 dans les grottes de Pandavleni.

On trouve mention d'une ville nommée Démétrias dans une inscription du IIe siècle de notre ère dans la grotte n°17 de Pandavleni. L'inscription mentionne le creusement de la grotte par Indragnidatta, fils du Yavana (c'est-à-dire du Grec ou de l'Indo-grecindo-grec) Dharmadeva, un habitant du nord de « Dattamittri ». On pense que la ville de "Dattamittri" pourrait être la ville de Demetrias en Arachosie, mentionnée par Isidore de Charax.

« Succès! (Le don) d'Indragnidatta, fils de Dhammadeva, le Yavana, un habitant du Nord de Dattamittri. Par lui, inspiré par la vraie religion, cette grotte a été creusée dans le mont Tiranhu, et à l'intérieur de la grotte ont été établies un Chaitya et des citernes. Cette grotte fut faite pour le bien de son père et de sa mère et a été, afin d'honorer tous les bouddhas ,accordés au Samgha universel par des moines avec son fils Dhammarakhita. »

— Epigraphia Indica (p. 90)